# Milan Ftáčnik
Milan Ftáčnik (ur. 30 października 1956 w Bratysławie, zm. 14 maja 2021) – słowacki polityk, samorządowiec i wykładowca akademicki, były minister edukacji, od 2010 do 2014 burmistrz Bratysławy.

## Życiorys
W 1980 ukończył matematykę i fizykę na Uniwersytecie Komeńskiego w Bratysławie. Pozostał pracownikiem naukowym macierzystej uczelni. W 1987 uzyskał doktorat, a w 1989 został docentem. W latach 2003–2006 kierował katedrą informatyki stosowanej.
Przed 1989 należał do partii komunistycznej. Po przemianach politycznych dołączył do postkomunistycznej Partii Demokratycznej Lewicy. Z jej ramienia w latach 1990–1998 sprawował mandat posła do Rady Narodowej. Był wiceprezesem SDĽ i przewodniczącym jej klubu poselskiego. Od 1998 do 2002 sprawował urząd ministra edukacji w pierwszym rządzie Mikuláša Dzurindy.
W 2002 opuścił swoje ugrupowanie i stanął na czele nowej partii pod nazwą Socjaldemokratyczna Alternatywa. W 2005 przyłączył ją do partii SMER, choć sam pozostał formalnie bezpartyjny.
Od 2002 związany ze stołecznym samorządem. Uzyskiwał mandat radnego Bratysławy i posła do rady kraju bratysławskiego (2005, 2009). Od 2006 do 2010 był starostą dzielnicy Petržalka. W 2010 objął urząd burmistrza Bratysławy, który sprawował do 2014.